# Ptiloris paradiseus
El ave del paraíso festoneada (Ptiloris paradiseus) es una especie de ave paseriforme de la familia Paradisaeidae endémica del este de Australia. También es conocida como ave fusil por el ruido similar a los disparos que emite el macho durante el cortejo. Mide más de 30 cm de largo.